# Maison Dominus à Subotica
La maison Dominus à Subotica (en serbe cyrillique : Доминус кућа у Суботици ; en serbe latin : Dominus kuća u Subotici) est située à Subotica, dans la province de Voïvodine et dans le district de Bačka septentrionale, en Serbie. Elle est inscrite sur la liste des monuments culturels protégés de la République de Serbie (identifiant no SK 1786).

## Présentation
La maison de Simon Dominus a été construite sur des plans de Titus Mačković en 1891, dans un style éclectique où dominent les éléments néo-Renaissance.
Elle est constituée d'un rez-de-chaussée et d'un étage, le rez-de-chaussée étant d'aspect massif. La symétrie de la façade est accentuée par une avancée centrale, un portail central et un balcon à l'étage ; les fenêtres de l'étage sont surmontées d'une coquille baroque incluse dans un arc cintré ; à l'extrémité de la façade se trouvent une paire de fenêtres surmontées par un fronton brisé par un cartouche de style baroque. Le toit à deux pans est recouvert de tuiles.